# Craig Schmersal
Craig Schmersal (* 22. Juli 1972) ist ein US-amerikanischer Westernreiter.

## Werdegang
Bei den Weltmeisterschaften 2002 in  Jerez de la Frontera gewann Craig Schmersal im Reining in der Equipe gemeinsam mit Shawn Flarida, Tom McCutcheon und Scott McCutcheon die Goldmedaille.
Bei den Weltmeisterschaften 2010 in Lexington (Kentucky) gewann er auf Mister Montana Nic Mannschafts-Gold und Einzel-Silber. Mit Lil Miss Addy Tude belegte er beim Reining-Weltcup-Finale 2011 in Schweden den zweiten Platz.
2023 erreichte Craig Schmersal den Status eines NRHA Five Million Dollar Rider, was bedeutet, dass er mit Preisgeldern bereits mehr als 5 Mio. $ bei NRHA-Turnieren verdient hat.
Schmersal ist verheiratet und hat vier Kinder. Sein Stall befindet sich in Ardmore (Oklahoma).

## Kritik
Im Mai 2011 wurde ein Video von Schmersal veröffentlicht, das ihn beim rüden Abreiten im Rahmen des Reining-Weltcup-Finale in Malmö zeigt. Schmersal wehrt sich inzwischen rechtlich gegen die Veröffentlichung des Videos.

## Pferde (Auszug)
- Mister Montana Nic (* 1998), brauner American-Quarter-Horse-Hengst, Vater: Reminic, Muttervater: Montana Doc, der als Sohn von Doc Olena von der legendären AQHA Hall of Fame-Stute Poco Lena abstammt[5]
- Lil Miss Addy Tude, Stute